# Kenneth Stuart
Kenneth Stuart, kanadski general, * 1891, † 1945.